# Schronisko nad Rotundą
Schronisko nad Rotundą – schronisko w Dolinie Będkowskiej na Wyżynie Krakowsko-Częstochowskiej. Znajduje się w Będkowicach w województwie małopolskim, w powiecie krakowskim, w gminie Wielka Wieś.

## Opis obiektu
Schronisko znajduje się w lewej (patrząc od dołu) części Bramy Będkowskiej, w niewielkiej skałce powyżej Rotundy. Jego szczelinowy otwór ma południową ekspozycję i jest widoczny ze ścieżki prowadzącej do skał wspinaczkowych w tej bramie. Za otworem jest krótki korytarzyk zakończony prostopadłą szczeliną. Koniec korytarzyka jest zagruzowany. Od końcowej części korytarzyka biegnie w górę ciasne odgałęzienie, które po trzech metrach również jest zagruzowane.
Schronisko powstało w późnojurajskich wapieniach skalistych. Jest suche, w całości widne i poddane wpływom środowiska zewnętrznego. Namulisko złożone z wapiennego gruzu, ziemi i liści. Na ścianach rozwijają się glony, mchy i porosty, wewnątrz występują pająki, kosarze, ślimaki i motyle szczerbówka ksieni.
W niewielkiej odległości od Schroniska nad Rotundą znajduje się Schronisko w Bramie Będkowskiej (na wschód, zaraz nad Rotundą).

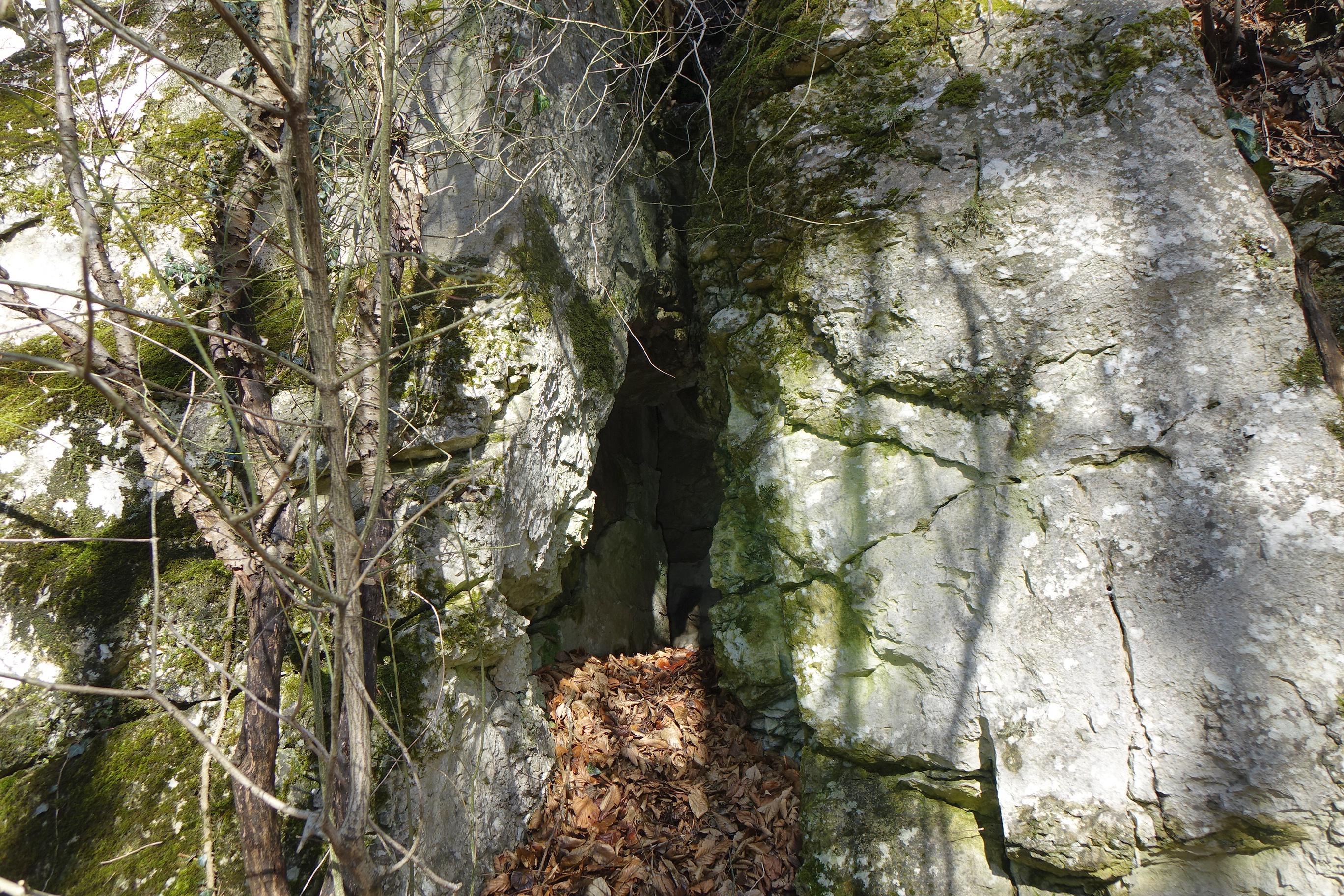
Otwór
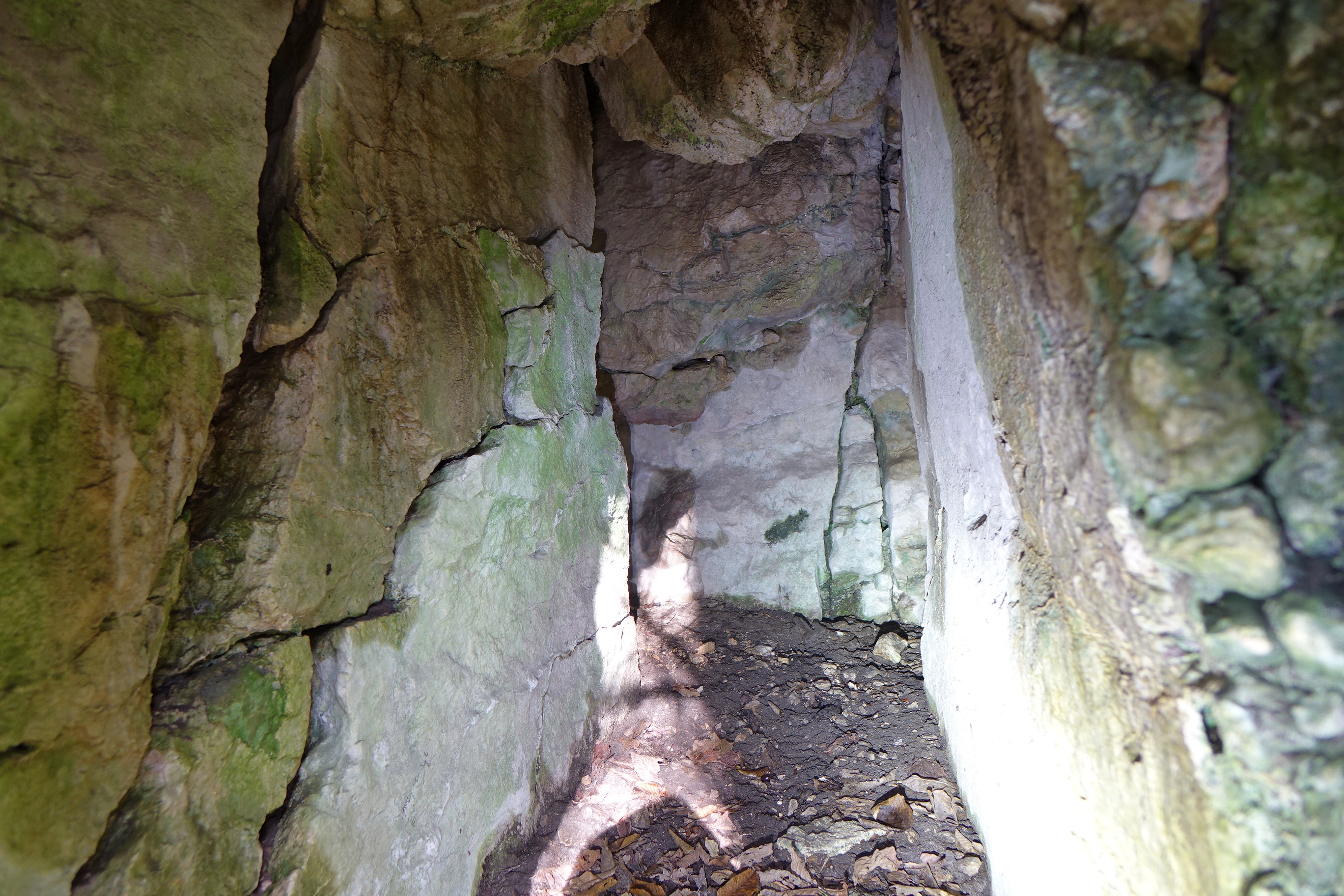
Korytarzyk
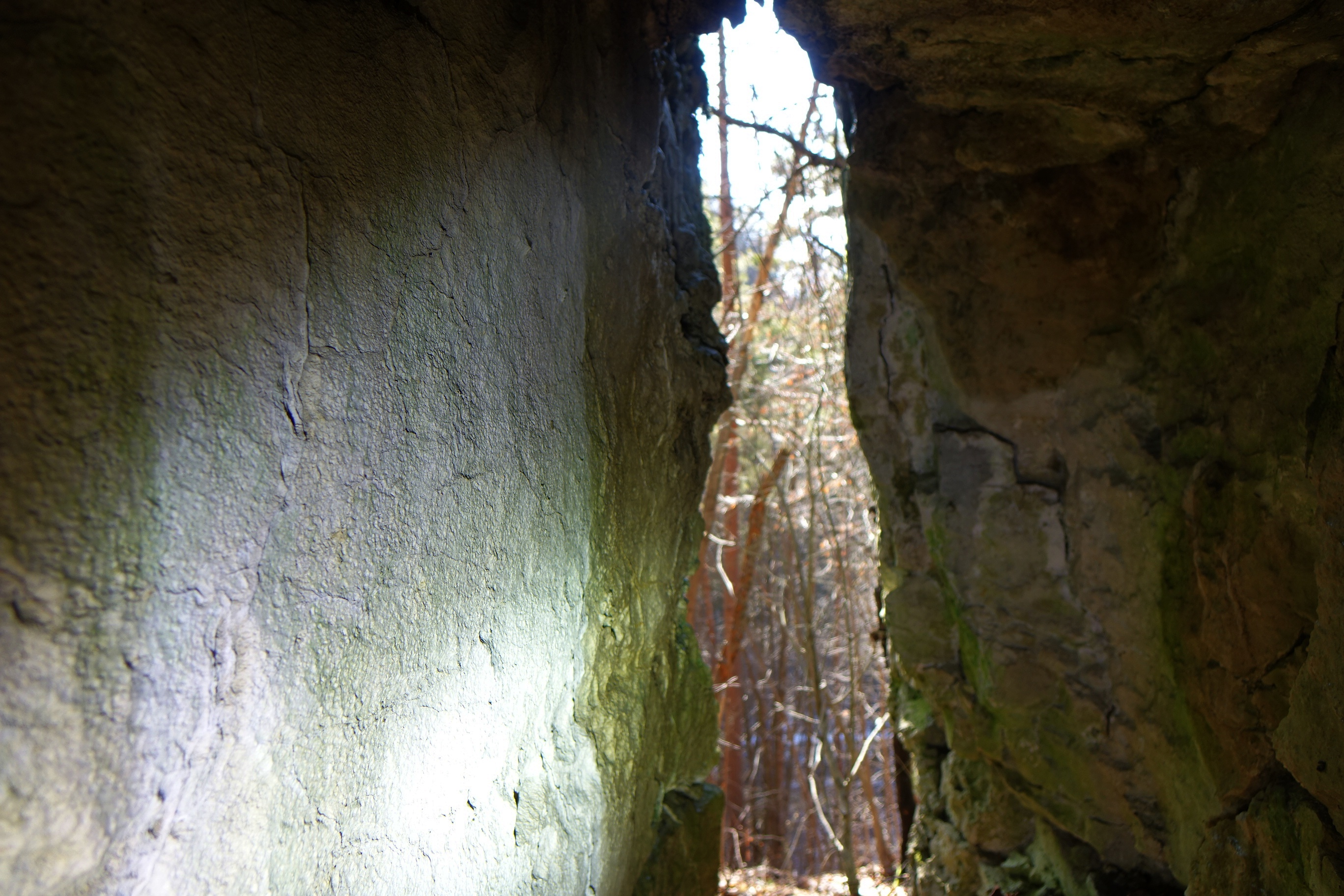
Widok z korytarzyka